# Lista de membros da Presidência da Iugoslávia

Estandarte dos Membros da Presidência

Este artigo lista os Membros da Presidência da Iugoslávia, o chefe de estado coletivo da República Socialista Federativa da Iugoslávia de 1971 até a dissolução do país em 1991/1992.
Formada pelas emendas de 1971 à Constituição Iugoslava de 1963, a Presidência da Iugoslávia tinha originalmente 23 membros - três de cada república, dois de cada província autônoma e o Presidente da República Josip Broz Tito.   A Constituição Iugoslava de 1974 reorganizou a Presidência, reduzindo-a a 9 membros - um de cada república e província autônoma e, até 1988, Presidente da Liga dos Comunistas da Iugoslávia ex officio.  A Constituição de 1974 previa o cargo de Presidente da Presidência, mas só entrando em vigor com a desativação do cargo de Presidente da República.  Um artigo separado afirmava a Josip Broz Tito um mandato ilimitado que garantia que o novo Presidente da Presidência só entraria em vigor após a sua morte, ocorrida em 4 de maio de 1980.  

## Lista

### Membros da República Socialista da Bósnia e Herzegovina
Liga dos Comunistas da Iugoslávia
| N°  | Membro             | Membro             | Nascimento–Falecimento | Mandato                | Mandato                | Partido                           | Notas |
| --- | ------------------ | ------------------ | ---------------------- | ---------------------- | ---------------------- | --------------------------------- | --- |
| NA  |                    | Hamdija Pozderac   | 1924–1988              | 30 de junho de 1971    | 15 de maio de 1974     | Liga dos Comunistas da Iugoslávia | |
| NA  | Ratomir Dugonjić   | Ratomir Dugonjić   | 1916–1987              | 30 de junho de 1971    | 15 de maio de 1974     | Liga dos Comunistas da Iugoslávia | |
| NA  |                    | Augustin Papić     | 1917–2002              | 30 de junho de 1971    | 15 de maio de 1974     | Liga dos Comunistas da Iugoslávia | |
| 1   | Cvijetin Mijatović | Cvijetin Mijatović | 1913–1993              | 15 de maio de 1974     | 15 de maio de 1984     | Liga dos Comunistas da Iugoslávia | Presidente da Presidência: 15 de maio de 1980 – 15 de maio de 1981                                                      |
| 2   | Branko Mikulić     | Branko Mikulić     | 1928–1994              | 15 de maio de 1984     | 15 de maio de 1986     | Liga dos Comunistas da Iugoslávia | Deixou a Presidência para aceitar o cargo de Presidente do Conselho Executivo Federal                                   |
| 3   |                    | Hamdija Pozderac   | 1924–1988              | 15 de maio de 1986     | 15 de setembro de 1987 | Liga dos Comunistas da Iugoslávia | Renunciou devido à acusação de participação no Escândalo Agrokomerc.                                                    |
| N/A | Mato Andrić        | Mato Andrić        | 1928–2015              | 15 de setembro de 1987 | 31 de dezembro de 1987 | Liga dos Comunistas da Iugoslávia | Membro interino da Presidência como Presidente da Presidência da República Socialista Soviética da Bósnia e Herzegovina |
| 4   | Raif Dizdarević    | Raif Dizdarević    | 1926–                  | 31 de dezembro de 1987 | 15 de maio de 1989     | Liga dos Comunistas da Iugoslávia | Presidente da Presidência: 15 de maio de 1988 – 15 de maio de 1989                                                      |
| 5   |                    | Bogić Bogićević    | 1953–                  | 15 de maio de 1989     | 27 de abril de 1992    | Liga dos Comunistas da Iugoslávia | |

### Membros da República Socialista da Croácia
Liga dos Comunistas da Iugoslávia       União Democrática Croata
| N° | Membro           | Membro           | Nascimento–Falecimento | Mandato               | Mandato               | Partido                           | Notas |
| -- | ---------------- | ---------------- | ---------------------- | --------------------- | --------------------- | --------------------------------- | --- |
| NA | Jakov Blažević   | Jakov Blažević   | 1912–1996              | 30 de junho de 1971   | 15 de maio de 1974    | Liga dos Comunistas da Iugoslávia | |
| NA |                  | Đuro Kladarin    | 1915–1996              | 30 de junho de 1971   | 15 de maio de 1974    | Liga dos Comunistas da Iugoslávia | |
| NA | Miko Tripalo     | Miko Tripalo     | 1926–1995              | 30 de junho de 1971   | Dezembro de 1971      | Liga dos Comunistas da Iugoslávia | Destituído do cargo por decisão da 21ª reunião da Presidência da Liga dos Comunistas da Iugoslávia devido ao seu papel na Primavera Croata |
| NA | Milan Mišković   | Milan Mišković   | 1918–1978              | Dezembro de 1971      | 15 de maio de 1974    | Liga dos Comunistas da Iugoslávia | Substituiu Miko Tripalo após seu afastamento da política |
| 1  | Vladimir Bakarić | Vladimir Bakarić | 1912–1983              | 15 de maio de 1974    | 16 de janeiro de 1983 | Liga dos Comunistas da Iugoslávia | Morreu no cargo |
| 2  | Mika Špiljak     | Mika Špiljak     | 1916–2007              | 16 January 1983       | 15 de maio de 1984    | Liga dos Comunistas da Iugoslávia | Presidente da Presidência: 15 de maio de 1983 – 15 de maio de 1984 |
| 3  | Josip Vrhovec    | Josip Vrhovec    | 1926–2006              | 15 de maio de 1984    | 15 de maio de 1989    | Liga dos Comunistas da Iugoslávia | |
| 4  |                  | Stipe Šuvar      | 1936–2004              | 15 de maio de 1989    | 19 de outubro de 1990 | Liga dos Comunistas da Iugoslávia | Também atuou como membro da presidência ex officio, de 30 de junho de 1988 a 25 de novembro de 1988, como Presidente da Presidência da Liga dos Comunistas da Iugoslávia. Foi destituído pelo Parlamento após as primeiras eleições multipartidárias em 1990 |
| 5  | Stjepan Mesić    | Stjepan Mesić    | 1934–                  | 19 de outubro de 1990 | 5 de dezembro de 1991 | União Democrática Croata          | Presidente da Presidência: 30 de junho de 1991 – 5 de dezembro de 1991 |

### Membros da República Socialista da Sérvia
Liga dos Comunistas da Iugoslávia       Partido Socialista da Sérvia
| N° | Membro             | Membro             | Nascimento–Falecimento | Mandato             | Mandato             | Partido                                                    | Notas                                                                                  |
| -- | ------------------ | ------------------ | ---------------------- | ------------------- | ------------------- | ---------------------------------------------------------- | -------------------------------------------------------------------------------------- |
| NA | Dragoslav Marković | Dragoslav Marković | 1920–2005              | 30 de junho de 1971 | 15 de maio de 1974  | Liga dos Comunistas da Iugoslávia                          |                                                                                        |
| NA |                    | Dobrivoje Vidić    | 1918–1992              | 30 de junho de 1971 | 15 de maio de 1974  | Liga dos Comunistas da Iugoslávia                          |                                                                                        |
| NA | Koča Popović       | Koča Popović       | 1908–1992              | 30 de junho de 1971 | 1972                | Liga dos Comunistas da Iugoslávia                          | Renunciou por solidariedade aos apoiadores removidos no Expurgo dos Liberais na Sérvia |
| NA |                    | Dragi Stamenković  | 1920–2004              | 1972                | 15 de maio de 1974  | Liga dos Comunistas da Iugoslávia                          | Substituiu Koča Popović após sua retirada da política.                                 |
| 1  | Petar Stambolić    | Petar Stambolić    | 1912–2007              | 15 de maio de 1974  | 15 de maio de 1984  | Liga dos Comunistas da Iugoslávia                          | Presidente da Presidência: 15 de maio de 1982 – 15 de maio de 1983                     |
| 2  | Nikola Ljubičić    | Nikola Ljubičić    | 1916–2005              | 15 de maio de 1984  | 15 de maio de 1989  | Liga dos Comunistas da Iugoslávia                          |                                                                                        |
| 4  | Borisav Jović      | Borisav Jović      | 1928–2021              | 15 de maio de 1989  | 27 de abril de 1992 | Liga dos Comunistas da Iugoslávia (até janeiro de 1990)    | Presidente da Presidência: 15 de maio de 1990 – 15 de maio de 1991                     |
|    | Borisav Jović      | Borisav Jović      | 1928–2021              | 15 de maio de 1989  | 27 de abril de 1992 | Partido Socialista da Sérvia (a partir de janeiro de 1990) | Presidente da Presidência: 15 de maio de 1990 – 15 de maio de 1991                     |

### Membros da República Socialista da Eslovênia
Liga dos Comunistas da Iugoslávia       Democracia Liberal da Eslovênia
| N° | Membro          | Membro          | Nascimento–Falecimento | Mandato             | Mandato                 | Partido                                                         | Notas                                                              |
| -- | --------------- | --------------- | ---------------------- | ------------------- | ----------------------- | --------------------------------------------------------------- | ------------------------------------------------------------------ |
| NA | Sergej Kraigher | Sergej Kraigher | 1914–2001              | 30 de junho de 1971 | 15 de maio de 1974      | Liga dos Comunistas da Iugoslávia                               |                                                                    |
| NA | Marko Bulc      | Marko Bulc      | 1926–2019              | 30 de junho de 1971 | 15 de maio de 1974      | Liga dos Comunistas da Iugoslávia                               |                                                                    |
| NA | Mitja Ribičič   | Mitja Ribičič   | 1919–2013              | 30 de junho de 1971 | 15 de maio de 1974      | Liga dos Comunistas da Iugoslávia                               |                                                                    |
| 1  | Edvard Kardelj  | Edvard Kardelj  | 1910–1979              | 15 de maio de 1974  | 10 de fevereiro de 1979 | Liga dos Comunistas da Iugoslávia                               | Morreu no cargo                                                    |
| 2  | Sergej Kraigher | Sergej Kraigher | 1914–2001              | Fevereiro de 1979   | 15 de maio de 1984      | Liga dos Comunistas da Iugoslávia                               | Presidente da Presidência: 15 de maio de 1981 – 15 de maio de 1982 |
| 3  | Stane Dolanc    | Stane Dolanc    | 1925–1999              | 15 de maio de 1984  | 15 de maio de 1989      | Liga dos Comunistas da Iugoslávia                               |                                                                    |
| 4  | Janez Drnovšek  | Janez Drnovšek  | 1950–2008              | 15 de maio de 1989  | 25 de junho de 1991     | Liga dos Comunistas da Iugoslávia (até fevereiro de 1990)       | Presidente da Presidência: 15 de maio de 1989 – 15 de maio de 1990 |
|    | Janez Drnovšek  | Janez Drnovšek  | 1950–2008              | 15 de maio de 1989  | 25 de junho de 1991     | Democracia Liberal da Eslovênia (a partir de fevereiro de 1990) | Presidente da Presidência: 15 de maio de 1989 – 15 de maio de 1990 |

### Membros da República Socialista da Macedônia
Liga dos Comunistas da Iugoslávia
| N° | Membro            | Membro            | Nascimento–Falecimento | Mandato             | Mandato               | Partido                           | Notas                                                              |
| -- | ----------------- | ----------------- | ---------------------- | ------------------- | --------------------- | --------------------------------- | ------------------------------------------------------------------ |
| NA | Nikola Minčev     | Nikola Minčev     | 1915–1997              | 30 de junho de 1971 | 15 de maio de 1974    | Liga dos Comunistas da Iugoslávia |                                                                    |
| NA | Krste Crvenkovski | Krste Crvenkovski | 1921–2001              | 30 de junho de 1971 | 15 de maio de 1974    | Liga dos Comunistas da Iugoslávia |                                                                    |
| NA | Kiro Gligorov     | Kiro Gligorov     | 1917–2012              | 30 de junho de 1971 | 1972                  | Liga dos Comunistas da Iugoslávia |                                                                    |
| NA | Lazar Koliševski  | Lazar Koliševski  | 1914–2000              | 1972                | 15 de maio de 1974    | Liga dos Comunistas da Iugoslávia |                                                                    |
| 1  | Lazar Koliševski  | Lazar Koliševski  | 1914–2000              | 15 May 1974         | 15 de maio de 1984    | Liga dos Comunistas da Iugoslávia | Presidente da Presidência: 4 de maio de 1980 – 15 de maio de 1980  |
| 2  |                   | Lazar Mojsov      | 1920–2011              | 15 de maio de 1984  | 15 de maio de 1989    | Liga dos Comunistas da Iugoslávia | Presidente da Presidência: 15 de maio de 1987 – 15 de maio de 1988 |
| 3  | Vasil Tupurkovski | Vasil Tupurkovski | 1951–                  | 15 de maio de 1989  | 8 de setembro de 1991 | Liga dos Comunistas da Iugoslávia |                                                                    |

### Membros da República Socialista de Montenegro
Liga dos Comunistas da Iugoslávia       Partido Democrático dos Socialistas de Montenegro
| N° | Membro            | Membro            | Nascimento–Falecimento | Mandato             | Mandato             | Partido                                           | Notas                                                              |
| -- | ----------------- | ----------------- | ---------------------- | ------------------- | ------------------- | ------------------------------------------------- | ------------------------------------------------------------------ |
| NA | Vidoje Žarković   | Vidoje Žarković   | 1927–2000              | 30 de junho de 1971 | 15 de maio de 1974  | Liga dos Comunistas da Iugoslávia                 |                                                                    |
| NA | Veljko Mićunović  | Veljko Mićunović  | 1916–1982              | 30 de junho de 1971 | 15 de maio de 1974  | Liga dos Comunistas da Iugoslávia                 |                                                                    |
| NA | Dobroslav Ćulafić | Dobroslav Ćulafić | 1926–2011              | 30 de junho de 1971 | 15 de maio de 1974  | Liga dos Comunistas da Iugoslávia                 |                                                                    |
| 1  | Vidoje Žarković   | Vidoje Žarković   | 1927–2000              | 15 de maio de 1974  | 15 de maio de 1984  | Liga dos Comunistas da Iugoslávia                 |                                                                    |
| 2  | Veselin Đuranović | Veselin Đuranović | 1925–1997              | 15 de maio de 1984  | 15 de maio de 1989  | Liga dos Comunistas da Iugoslávia                 | Presidente da Presidência: 15 de maio de 1984 – 15 de maio de 1985 |
| 3  |                   | Nenad Bućin       | 1935–2013              | 15 de maio de 1989  | 16 de março de 1991 | Liga dos Comunistas da Iugoslávia                 | Renunciou                                                          |
| 4  | Branko Kostić     | Branko Kostić     | 1939–2020              | 16 de março de 1991 | 27 de abril de 1992 | Partido Democrático dos Socialistas de Montenegro |                                                                    |

### Membros da Província Socialista Autônoma da Voivodina
Liga dos Comunistas da Iugoslávia       Partido Socialista da Sérvia
| N° | Membro            | Membro             | Nascimento–Falecimento | Mandato             | Mandato              | Partido                           | Notas                                                                    |
| -- | ----------------- | ------------------ | ---------------------- | ------------------- | -------------------- | --------------------------------- | ------------------------------------------------------------------------ |
| NA |                   | Ilija Rajačić      | 1923–2005              | 30 de junho de 1971 | 1973                 | Liga dos Comunistas da Iugoslávia |                                                                          |
| NA |                   | Sreten Kovačević   | 1920–1995              | 1973                | 15 de maio de 1974   | Liga dos Comunistas da Iugoslávia | Substituiu Ilija Rajačić                                                 |
| NA |                   | Maćaš Kelemen      | 1921–                  | 30 de junho de 1971 | 1973                 | Liga dos Comunistas da Iugoslávia |                                                                          |
| NA |                   | Ida Szabo          | 1915–2016              | 1973                | 15 de maio de 1974   | Liga dos Comunistas da Iugoslávia | Substituiu Maćaš Keleman                                                 |
| 1  | Stevan Doronjski  | Stevan Doronjski   | 1918–1981              | 15 de maio de 1974  | 14 de agosto de 1981 | Liga dos Comunistas da Iugoslávia | Morreu no cargo                                                          |
| 2  | Radovan Vlajković | Radovan Vlajković  | 1922–2001              | Agosto de 1981      | 15 de maio de 1989   | Liga dos Comunistas da Iugoslávia | Presidente da Presidência: 15 de maio de 1985 – 15 de maio de 1986       |
| 3  |                   | Dragutin Zelenović | 1928–2020              | 15 de maio de 1989  | Dezembro de 1990     | Liga dos Comunistas da Iugoslávia | Deixou a presidência para aceitar o cargo de primeiro-ministro da Sérvia |
| 4  |                   | Jugoslav Kostić    | 1939–                  | Dezembro de 1990    | 27 de abril de 1992  | Partido Socialista da Sérvia      |                                                                          |

### Membros da Província Socialista Autônoma do Kosovo
Liga dos Comunistas da Iugoslávia       Partido Socialista da Sérvia
| N° | Membro        | Membro           | Nascimento–Falecimento | Mandato             | Mandato             | Partido                           | Notas                                                              |
| -- | ------------- | ---------------- | ---------------------- | ------------------- | ------------------- | --------------------------------- | ------------------------------------------------------------------ |
| NA | Ilaz Kurteshi | Ilaz Kurteshi    | 1927–2016              | 30 de junho de 1971 | 15 de maio de 1974  | Liga dos Comunistas da Iugoslávia |                                                                    |
| NA |               | Velli Deva       | 1923–2015              | 30 de junho de 1971 | 15 de maio de 1974  | Liga dos Comunistas da Iugoslávia |                                                                    |
| 1  | Fadil Hoxha   | Fadil Hoxha      | 1916–2001              | 15 de maio de 1974  | 15 de maio de 1984  | Liga dos Comunistas da Iugoslávia |                                                                    |
| 2  |               | Sinan Hasani     | 1922–2010              | 15 de maio de 1984  | 15 de maio de 1989  | Liga dos Comunistas da Iugoslávia | Presidente da Presidência: 15 de maio de 1986 – 15 de maio de 1987 |
| 3  |               | Riza Sapunxhiu   | 1925–2008              | 15 de maio de 1989  | 21 de março de 1991 | Liga dos Comunistas da Iugoslávia | Foi destituído pelo Parlamento Sérvio                              |
| 4  |               | Sejdo Bajramović | 1927–1993              | 21 de março de 1991 | 27 de abril de 1992 | Partido Socialista da Sérvia      |                                                                    |